# Тимиров, Азамат Камилович
Азамат Камилович Тимиров (род. 14 февраля 1969, Баймак, Башкирская АССР) — певец Башкирской филармонии. Народный артист Республики Башкортостан (2006).

## Биография
Тимиров Азамат Камилович родился 14 февраля 1969 года в г. Баймаке Башкирской АССР.
В 1994 году окончил Уфимское училище искусств (педагог Д. М. Мусина).
Работал с 1993 года в Сибайской филармонии, с 2007 году — в ансамбле танца «Мирас», с 2008 года — в Башкирской филармонии. В 2009 году стал художественным руководителем фольклорной группы «Ядкар».
Тимиров Азамат Камилович известен как исполнитель башкирских и татарских народных песен.

## Репертуар
Башкирские народные песни «Абдрахман кантон», «Буранбай», «Камалек», «Кара юрга», «Сибай», «Урал», «Хисам», «Эскадрон»; песни башкирских композиторов Х. Ф. Ахметова, Х. А. Давлетова, Р. В. Сальманова, Р. Х. Сахаутдиновой, Ю. Х. Узянбаева «Мөхәббәт шаяртмай» (муз. Р.Хасанова, сл. А. Атнабаева), «Ә ниңә һуң» (муз. Т.Каримова, сл. И. Юмагулова), «Ләйсән ямғыр» (муз. Р.Хасанова, сл. А. Игебаева)и др. Неаполитанские песни («O sole mio») и др.

## Награды и звания
- Заслуженный артист Республики Башкортостан (1997)
- Народный артист Республики Башкортостан (2006)
- Лауреат конкурсов: в 1992 году — Республиканского исполнителей башкирских песен «Яҙғы моңдар» («Весенние мелодии»; Уфа), Международного в 1995 году «Татарская песня» (Казань), Регионального в 1996 году исполнителей башкирских народных песен «Ирәндек моңдары» («Мелодии Ирендыка»; г. Сибай), Международного фестиваля фольклорной музыки в 2000 году в г. Кара Куль, Киргизия.